# 이브 쇼뱅
이브 쇼뱅(프랑스어: Yves Chopin, 1930년 10월 10일 ~ 2015년 1월 27일)은 벨기에 출신 프랑스의 화학자이다. 올레핀 복분해에 대한 연구 성과로 로버트 그럽스, 리처드 R. 슈록과 함께 2005년 노벨 화학상을 수상했다.